# Brulovke
Brulovke (lat. Juncaginaceae), porodica jednosupnica iz reda žabočunolike koja je dobila ime po rodu trajnica poznatih kao brula (Triglochin). Od tridesetak vrsta ove porodice, u Hrvatskoj rastu samo tri vrste iz roda Triglochin, od kojih su sve tri kritično ugrožene, to su morska brula ili trošipan (Triglochin maritima), močvarna brula (Triglochin palustris) i Triglochin barrelieri.
Brulovke su raširene po svim kontinentima, Sjevernoj i Južnoj Americi, sjeveru i jugu Afrike, Europi, Rusiji, velčikim djelovima Australije, Novom Zelandu. 
Glavnom rodu Triglochin ime na grčkom znači 'trovrh', zbog trozubob ploda. Mladi listovi morske brule su jestivi, ali neugodnog mirisa dokm se ne prokuhaju.

## Rodovi
1. Cycnogeton Endl.
2. Tetroncium Willd.
3. Triglochin L.